# Karlín (Praag)

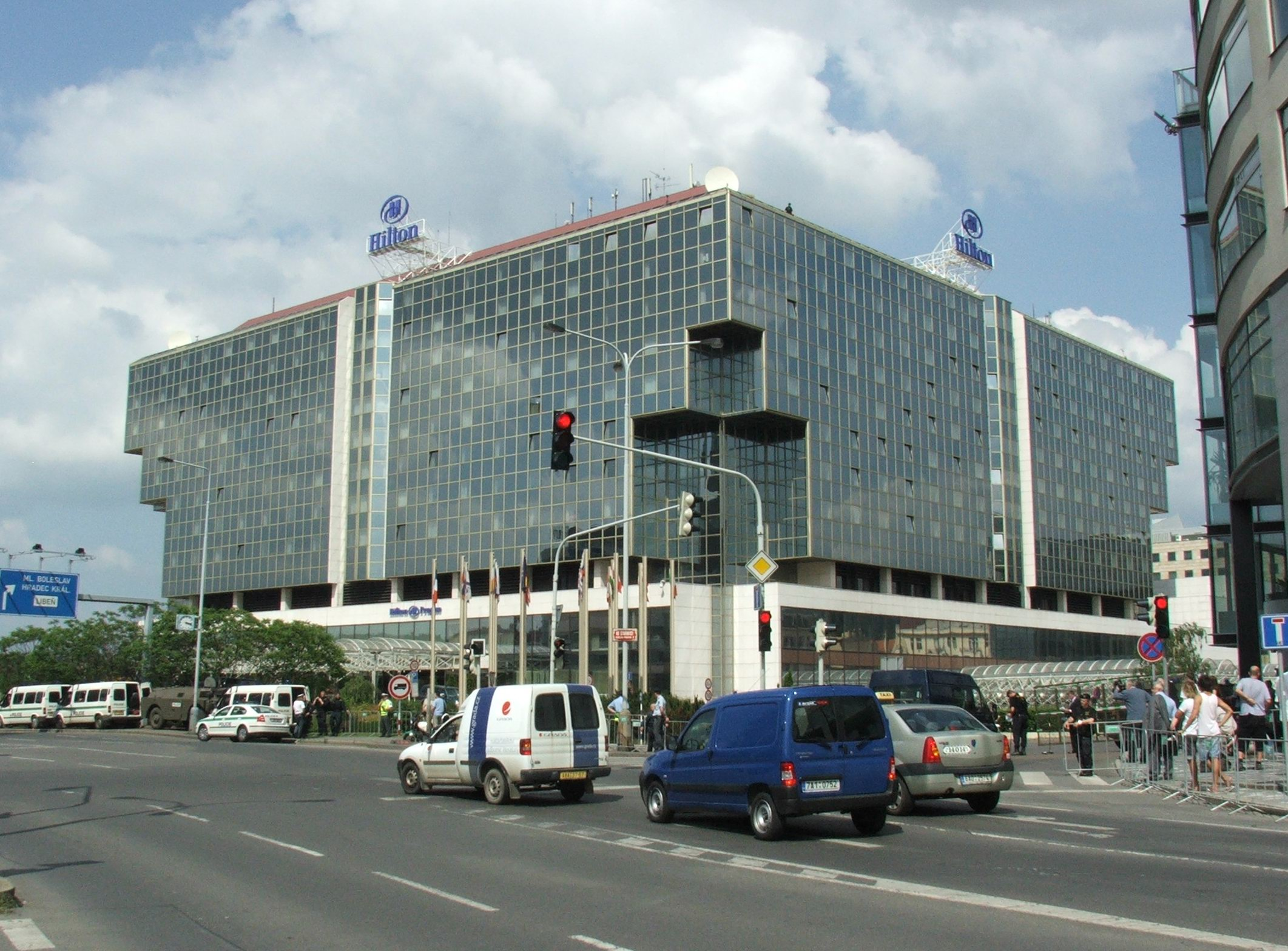
Het Hilton hotel in Karlín

Karlín is een wijk van de Tsjechische hoofdstad Praag. Tot het jaar 1922 was het een zelfstandige gemeente, sindsdien is het onderdeel van de gemeente Praag. De wijk maakt deel uit van het gemeentelijke district Praag 8 en heeft 12.091 inwoners (2006).
Het Negrelliviaduct (Negrelliho viadukt), met een lengte van 1.110 meter het langste viaduct van Tsjechië, ligt gedeeltelijk in Karlín. De brug verbindt het Hoofdstation met de gebieden aan de overkant van de rivier de Moldau. Een andere bezienswaardigheid in de wijk is het Muziektheater Karlín (Karlínské hudební divadlo). In Karlín staat een van de twee Hilton hotels van Praag.